# ريتشارد باركر (محامي)
ريتشارد باركر (بالإنجليزية: Richard Parker)‏ هو قاضي ومحامي أمريكي، ولد في 1729، وتوفي في 1813.